# 野口孝行
野口 孝行（のぐち たかゆき）は、日本の男性アニメーター、キャラクターデザイナー。

## 参加作品

### テレビアニメ
1997年
- 超特急ヒカリアン（1997年 - 2000年、動画）

1998年
- MASTERキートン（1998年 - 1999年、原画）

1999年
- To Heart（動画）

2000年
- ラブひな（原画）
- はじめの一歩（2000年 - 2002年、原画）

2001年
- こみっくパーティー（原画）
- Z.O.E Dolores, i（原画）
- あぃまぃみぃ!ストロベリー・エッグ（原画）
- ちっちゃな雪使いシュガー（2001年 - 2002年、原画）

2002年
- りぜるまいん（原画）
- ぴたテン（原画）
- ドラゴンドライブ（2002年 - 2003年、作画監督）
- 円盤皇女ワるきゅーレ（原画）
- キディ・グレイド（2002年 - 2003年、原画）

2003年
- 妄想科学シリーズ ワンダバスタイル（原画）
- 成恵の世界（作画監督）
- 円盤皇女ワるきゅーレ 十二月の夜想曲（原画）

2004年
- 超変身コス∞プレイヤー（作画監督）
- 勇午 〜交渉人〜 パキスタン編（作画監督）
- ヒットをねらえ!（作画監督）
- LOVE♥LOVE?（作画監督）
- 神無月の巫女（原画）
- 流星戦隊ムスメット（作画監督）
- スクールランブル（原画）
- 遊☆戯☆王デュエルモンスターズGX（2004年 - 2008年、OP/EDクリエイター）

2005年
- JINKI:EXTEND（原画）
- まほらば〜Heartful days（作画監督）
- ふしぎ星の☆ふたご姫（作画監督・作画監督補佐・原画）
- ラブゲッCHU 〜ミラクル声優白書〜（作画監督）
- アイシールド21（2005年 - 2008年、原画）
- 極上生徒会（作画監督・原画）
- フタコイ オルタナティブ（レイアウト作画監督補佐）
- LOVELESS（原画）
- D.C.S.S. 〜ダ・カーポ セカンドシーズン〜（原画）
- ToHeart2（2005年 - 2006年、作画監督・原画）
- 灼眼のシャナ（2005年 - 2006年、原画）

2006年
- パピヨンローゼ New Season（キャラクターデザイン・作画監督）
- 落語天女おゆい（原画）
- スクールランブル 二学期（原画）
- 女子高生 GIRL'S-HIGH（作画監督補佐）
- 魔界戦記ディスガイア（原画）
- ゼロの使い魔（原画）
- 金色のコルダ〜primo passo〜（2006年 - 2007年、OP原画）
- DEATH NOTE（ - 2007年、原画）
- 護くんに女神の祝福を!（2006年 - 2007年、作画監督）
- 乙女はお姉さまに恋してる（原画）

2007年
- 京四郎と永遠の空（作画監督・原画・OP原画）
- デルトラクエスト（2007年 - 2008年、原画）
- ひとひら（OP原画）
- 桃華月憚（原画）
- かみちゃまかりん（総作画監督・作画監督・OP作画監督）
- おおきく振りかぶって（原画）
- School Days（原画・ED原画）
- ななついろ★ドロップス（作画監督）
- D.C.II 〜ダ・カーポII〜（原画）
- 機動戦士ガンダム00（原画）
- げんしけん2（総作画監督・作画監督）

2008年
- 遊☆戯☆王5D's（2008年 - 2011年、原画）
- あまつき（原画）
- 無限の住人（原画）
- 恋姫†無双（作画監督補佐）
- あかね色に染まる坂（OP原画）
- イナズマイレブン（2008年 - 2011年、OP原画）
- 機動戦士ガンダム00 セカンドシーズン（2008年 - 2009年、原画）
- まかでみ・WAっしょい!（作画監督）
- 伯爵と妖精（原画）

2009年
- 宇宙をかける少女（原画）
- 戦国BASARA（原画）
- クイーンズブレイド 流浪の戦士（デザイン補佐・総作画監督・作画監督）
- 07-GHOST（OP原画）
- クイーンズブレイド 玉座を継ぐ者（キャラクターデザイン・総作画監督・作画監督・原画）
- そらのおとしもの（作画監督協力）

2010年
- ちゅーぶら!!（原画）
- GIANT KILLING（原画）
- kiss×sis（作画監督補佐・原画）
- 迷い猫オーバーラン!（OP原画）
- アマガミSS（OP原画）
- そらのおとしものf（OP原画）
- ヨスガノソラ（OP原画）
- FORTUNE ARTERIAL 赤い約束（OP原画）

2011年
- ロウきゅーぶ!（キャラクターデザイン・総作画監督・OP作画監督）
- C3 -シーキューブ-（作画監督）
- Persona4 the ANIMATION（2011年 - 2012年、原画・OP原画）

2012年
- 戦姫絶唱シンフォギア（OP原画）
- クイーンズブレイド リベリオン（キャラクターデザイン・総作画監督・OP作画監督補佐）
- さんかれあ（ED原画）
- アクセル・ワールド（キャラクター作画監督・ED原画・原画）
- TARI TARI（原画）
- カンピオーネ!（原画）
- To LOVEる -とらぶる- ダークネス（作画監督）

2013年
- D.C.III 〜ダ・カーポIII〜（OP原画）
- 僕は友達が少ないNEXT（OP原画）
- RDG レッドデータガール（OP原画）
- 革命機ヴァルヴレイヴ（OP原画）
- 変態王子と笑わない猫。（原画）
- ロウきゅーぶ!SS（キャラクターデザイン・総作画監督・OP作画監督）
- 勇者になれなかった俺はしぶしぶ就職を決意しました。（ED原画）
- 〈物語〉シリーズ セカンドシーズン（作画監督協力）
- ガイストクラッシャー（2013年 - 2014年、総作画監督・総作画監督補佐）

2014年
- 最近、妹のようすがちょっとおかしいんだが。（OP原画）
- のうりん（ED原画）
- ニセコイ（作画監督・原画）
- 桜Trick（原画）
- レディ ジュエルペット（OP作画監督）
- デート・ア・ライブII（OP原画）
- ソウルイーターノット!（原画）
- 人生相談テレビアニメーション「人生」（アイキャッチ）
- モモキュンソード（総作画監督・OP原画）
- 失われた未来を求めて（総作画監督）

2015年
- やはり俺の青春ラブコメはまちがっている。続（総作画監督）
- 長門有希ちゃんの消失（作画監督）

2016年
- 少女たちは荒野を目指す（キャラクターデザイン・総作画監督）
- だがしかし（作画監督補佐）
- ネトゲの嫁は女の子じゃないと思った?（作画監督）
- 初恋モンスター（総作画監督）
- この美術部には問題がある!（作画監督）
- 舟を編む（作画監督）

2017年
- エルドライブ【ēlDLIVE】（OP原画）
- 天使の3P!（キャラクターデザイン・総作画監督）

2018年
- 三ツ星カラーズ（作画監督）
- 魔法少女 俺（OP原画）
- ヒナまつり（作画監督・作画監督補佐）
- 音楽少女（総作画監督）

2019年
- 八月のシンデレラナイン（キャラクターデザイン・作画監督）

2020年
- レヱル・ロマネスク（キャラクターデザイン）
- いわかける! - Sport Climbing Girls -（第1話ラストカット原画）

2021年
- ひげを剃る。そして女子高生を拾う。（キャラクターデザイン・総作画監督）
- 180秒で君の耳を幸せにできるか?（キャラクターデザイン・総作画監督）

2022年
- 史上最強の大魔王、村人Aに転生する（キャラクターデザイン・総作画監督）

2023年
- お隣の天使様にいつの間にか駄目人間にされていた件（キャラクターデザイン・総作画監督）
- 僕の心のヤバイやつ（作画監督・原画）
- 聖剣学院の魔剣使い（キャラクターデザイン）
- 狼と香辛料 MERCHANT MEETS THE WISE WOLF（総作画監督）

2025年
- マジック・メイカー 〜異世界魔法の作り方〜（キャラクターデザイン・総作画監督）

### 劇場アニメ
2010年
- 劇場版 機動戦士ガンダム00 -A wakening of the Trailblazer-（原画）
- Fate/stay night Unlimited Blade Works（原画）

2012年
- ストライクウィッチーズ 劇場版（作画監督）
- 魔法少女リリカルなのは The MOVIE 2nd A's（作画監督）

2020年
- 劇場版 巨蟲列島（キャラクターデザイン）

### OVA
1999年
- 思春期美少女合体ロボ ジーマイン（動画チェック・動画）

2000年
- SeptemCharm まじかるカナン（2000年 - 2001年、原画）※18禁

2001年
- 顔のない月 -No Surface Moon THE ANIMATION-（2001年 - 2004年、原画）※18禁

2003年
- アクエリアンエイジ Saga II 〜Don't forget me…〜（作画監督）

2005年
- いつだってMyサンタ!（原画）

2008年
- School Days 「Valentine Days」（作画監督）
- 真救世主伝説 北斗の拳 トキ伝（原画）
- 一騎当千 Great Guardians バトルツアークラブ･セクシーコスプレ♥危険なアルバイト♥（2008年 - 2009年、作画監督）
- kiss×sis（作画監督）
- リゾートBOIN（2008年 - 2009年、原画）※18禁

2009年
- 真・恋姫†無双 〜乙女大乱〜（原画）
- あかね色に染まる坂 ハードコア OVAですよっにいさん!!（OP原画）

2010年
- クイーンズブレイド 美しき闘士たち（2010年 - 2011年、キャラクターデザイン・総作画監督・作画監督）

2011年
- かってに改蔵（OP原画）
- ショッキングピンク!（キャラクターデザイン）※18禁
- ひぐらしのなく頃に煌（2011年 - 2012年、原画）

2014年
- 勇者になれなかった俺はしぶしぶ就職を決意しました。（作画監督）

2019年
- 巨蟲列島（キャラクターデザイン）

### ゲーム
- School Days（2005年、作画監督）※18禁